# Dave Moody
Dave Moody (Fayetteville, Carolina del Norte, 24 de mayo de 1962) es un músico y cineasta estadounidense. Su dominio del instrumental le ha permitido tener dos nominaciones al premio Grammy y tres premios internacionales CMA como director de No Limit Kids: Much Ado About Middle School en 2010.

## Discografía
- 1985: Cotton Eyed joe
- 1992: Guitar Boogie

## Director, productor y compositor
- 2008: Stuck In The Past (Compositor)
- 2008: Praise Band: The Movie (Director)
- 2010: No Limit Kids: Much Ado About Middle School (director y productor)